# Elias II de Jerusalém
Elias II de Jerusalém foi o patriarca de Jerusalém entre 782 e 797. Pouco se sabe sobre suas atividades no período.

## Vida e obras
No início de sua carreira, Elias foi denunciado para o califa por um monge chamado Teodoro e acabou exilado na Pérsia por vinte anos antes que pudesse retornar para Jerusalém. A pós a morte do patriarca Teodoro, em 782, Eusébio foi eleito patriarca. Porém, ele morreu em seguida e Elias foi eleito seu sucessor. Em 787, o durante o Segundo Concílio de Niceia, um padre de nome João e o abade Tomé, do Mosteiro de Santo Arsênio, assinaram as decisões do concílio em nome dos patriarcas de Alexandria, Antioquia e de Jerusalém (todos sob o jugo dos abássidas muçulmanos).
Em 19 de março de 797, durante o patriarcado de Elias, vinte monges do Mosteiro de São Sabas foram mortos. No final desta mesma década, o sincelo (secretário) de Elias II, Jorge, enviou uma delegação até Carlos Magno, rei dos francos, para solicitar ajuda e conseguir a proteção dele contra os muçulmanos na Terra Santa. Em 797, este mesmo Jorge seria eleito sucessor de Elias.